# Bundesbuch
Das Bundesbuch (hebräisch סֵפֶר הֲבְּרִית Sefer ha-Berit, deutsch ‚Buch des Bundes‘) ist die in der Wissenschaft übliche Bezeichnung für eine im Buch Exodus enthaltene Zusammenstellung von Gesetzen, deren Name aus Ex 24,7  entnommen ist. Meist wird seine Abgrenzung mit Ex 20,19–23,33  angegeben.
Dies entspricht weitgehend dem jüdischen Wochenabschnitt Mischpatim („Gesetze“, Ex 21,1–24,18 ), der in der jüdischen Leseordnung der schriftlichen Tora auf den Abschnitt Jitro, unter anderem mit dem Dekalog (die Zehn Gebote, hebräisch עֲשֶׂרֶת הַדִּבְּרוֹת aseret ha-dibberot), folgt.
Nach einer Einführung folgen Bestimmungen zum Zivilrecht, zum Strafrecht und Gesetze zu kultischen Fragen. Kapitel 24  endet mit der Erzählung über den Bundesschluss des Volkes Israel mit JHWH, daher auch der Name. Diese Kapitel werden oft als ursprünglich selbständige Gesetzessammlung interpretiert.
Das in 2 Kön 23,3  erwähnte, ebenso benannte ‚Buch des Bundes‘ wird dagegen meist mit dem Deuteronomium in Verbindung gebracht.
Außerdem bezeichnet „Bundesbuch“ auch eine antike jüdische Schrift, die aus Zitaten bei Didymos dem Blinden bekannt ist.

## Hypothesen zum Entstehungszeitraum und historische Hintergründe
Die Bundesbuchtexte sind nicht nur zentral für die Exodus-Erzählung, sondern auch entscheidend für das Verständnis der Tora insgesamt, da sie die Grundlage für das Bundesverhältnis zwischen Gott und Israel darstellen. Das „Bundesbuch“ ist ein Teil der Tora und befindet sich im hebräisch שְׁמוֹת Schemot, deutsch ‚Namen‘ oder auch dem ‚Buch Exodus‘ in den Kapiteln oder Perikopen 19 bis 24. Es handelt sich um eine Sammlung von Gesetzen und Bestimmungen, die nach der biblischen Erzählung das Volk Israel nach der Befreiung aus Ägypten und der Durchquerung des Roten Meeres betreffen. Das Bundesbuch beschreibt die Vereinbarungen zwischen Gott und dem Volk Israel, die nach der Offenbarung Gottes auf dem Berg Sinai (Sinaibund) getroffen wurden.
Das Bundesbuch der Israeliten steht in engem Zusammenhang mit anderen altorientalischen Gesetzestexten, da viele der Prinzipien und Strukturen, die in diesen Gesetzessammlungen zu finden sind, auch in den biblischen Texten auftreten. Das bedeutet jedoch nicht, dass das Bundesbuch einfach eine Kopie dieser Gesetze ist, es gibt bedeutende Unterschiede, insbesondere in seiner theologischen Ausrichtung.
Es gibt mehrere wichtige altorientalische Gesetzessammlungen, die mit dem Bundesbuch verglichen werden können, darunter:
- Codex Hammurabi (ca. 1750 v. Chr.), ein babylonisches Gesetzbuch, das unter dem babylonischen König Hammurabi verfasst wurde. Es ist eines der ältesten bekannten Gesetzeswerke und umfasst eine breite Palette von rechtlichen Bestimmungen, von Strafrecht über Familienrecht bis hin zu Vertragsrecht.
- Hethitische Gesetze, ine Sammlung von Gesetzen aus dem Hethiterreich, das im heutigen Zentralanatolien lag, und die aus der Zeit zwischen dem 17. und 14. Jahrhundert v. Chr. stammen.
- Codex Ur-Nammu (ca. 2100 v. Chr.), in frühes Gesetzeswerk, das in der sumerischen Stadt Ur erlassen wurde.
- Codex Ešnunna (ca. 1800 v. Chr.), in altbabylonisches Gesetzbuch, das aus der Stadt Eshnunna stammt.

Das Bundesbuch der Israeliten ist in vielen Aspekten ein altorientalisches Gesetzeswerk, das ähnliche rechtliche Grundsätze wie der Codex Hammurabi oder andere altorientalische Gesetze aufgreift. Doch es zeichnet sich durch seine göttliche Dimension aus: Es ist nicht nur ein weltliches Gesetz, sondern ein Vertrag zwischen JHWH und dem Volk Israel. Dies verleiht dem Bundesbuch einen theologischen und ethischen Gehalt, die es von anderen altorientalischen Gesetzestexten unterscheidet. Das Verhältnis zu Gott steht im Zentrum der israelitischen Gesetze, und diese geistliche Dimension spiegelt sich in vielen der Vorschriften wider.
Gängige Meinung in der Forschung ist, dass das „Bundesbuch“ außerhalb des narrativen Kontexts der Perikopen (Ex 19-24 ) entstanden sei und unabhängig diesen zunächst überliefert wurde, bis es dann zu einem bestimmten Zeitpunkt in die Gesamterzählzusammenhang eingefügt worden ist.
Die zeitliche Einordnung der Niederschrift des Bundesbuches und seiner Teile ist mangels der Datierung schwierig. Ein Hinweis auf seinen Entstehungszeitpunkt könnte das Fehlen eines „Königs“ geben. Andererseits setzte die Rechtssatz-Sammlung eine Geldwirtschaft voraus, da mehrfach Geldzahlungen als Strafe vorgesehen wurden (Ex 21,11.32.34 , Ex 22,6.16 ). Die Rechtssubjekte des Bundesbuches verfügen über Geld, was auf eine urbane Gesellschaft hinweist, etwa des Jerusalems des 7. Jahrhunderts. Zwischen dem Gesetz zum (hebräisch דְּבָרִים Devarim, deutsch ‚Worte‘ oder ‚Deuteronomium‘) und dem „Bundesbuches“ gibt es Zusammenhänge.
Die Mehrheitsmeinung in der alttestamentarischen Forschung ist, dass das Bundesbuch der Vorläufer des Deuteronomium sei. Nach Otto (1994) stand hinter der Niederschrift des Bundesbuches eine oppositionelle Priesterkaste, die in assyrischer (Assyrische Expansion), also noch in monarchischer Zeit, dem 7. Jahrhundert, der Eisenzeit in Israel, genauer in der Eisenzeit II (1000–586 v. Chr.) zugeordnet, mit der Begründung das Recht vom König unabhängig gemacht haben. Eine weitere Hypothese zur Entstehung wird mit der in nachmonarchischer Zeit (babylonischen Exilzeit) verbunden.

## Inhaltliche Grundlinien
Das Bundesbuch gilt als älteste israelitische Rechtssammlung (etwa mittlere Königszeit). Im Bundesbuch können drei besonders wichtige Textteile identifiziert werden:
1. Ex 21,18–22,16 EU mit kasuistischem Alltagsrecht
2. Ex 22,20–23,9 EU mit apodiktischen Verboten (Prohibitive)
3. Ex 20,24–26 EU; Ex 23,10–19 EU mit kultrechtlichen Bestimmungen

Der zweite Teil hat die doppelte Intention, einerseits Arme und Schwache zu schützen (Fremdlinge, Witwen, Waisen, Verarmte, …), andererseits die ungehinderte Ausübung des Rechts ohne Korruption einzufordern.
Die kultrechtlichen Bestimmungen enthalten neben dem ältesten Festkalender das Privilegrecht Adonais: Seine Oberhoheit über Land und Besitz wird dadurch symbolisch anerkannt, dass man ihm Erstlinge bringt und das Land brach liegen lässt.
Die fundamentale Gesetzesfassung erstreckt sich von den Perikopen Ex 21,1  bis Ex 23,19 . Ex 20,22-26  bildet einen konzeptionellen Rahmen der Gesetzessammlung, während Ex 23,20-33  durch seine rein erzählerische und geschichtliche Ausrichtung sich vom eigentlichen Gesetzescorpus deutlich markiert.
Während also Ex 20,22-26  als gesetzlich orientierter Rahmenabschnitt fungiert, übernimmt Ex 23,20-33  eine explifizierende Funktion, indem es historische und erzählerische Details liefert, die den Gesetzestext ergänzen, aber nicht direkt Teil der Gesetzgebung sind.

## Verhältnis zu jüngeren Rechtstexten
Dass gewisse Rechtssätze aus dem Bundesbuch später verschärft oder ausgeweitet wurden, lässt sich an ein paar Beispielen gut verdeutlichen. Jüngere Rechtstexte sind z. B. das Gesetz der josianischen Reform in Dtn 12–25  und das priesterschriftliche Heiligkeitsgesetz in Lev 17–26 .
Die Vorschrift der Brache aus dem Bundesbuch, die in einer stark agrarisch geprägten Kultur entstand, wird auf komplexere wirtschaftliche Konstellationen im Deuteronomium übertragen: Im Erlassjahr (Dtn 15,2 ) soll jegliche Schuld von „Brüdern“ (Gruppenmitglieder, hebräisch אֲחִים achim) erlassen werden.
Die Vorschrift aus Ex 21,2ff , Sklaven ohne Entgelt freizulassen, wird in Dtn 15,12ff.  dahingehend erweitert, dass der Sklave nicht mit leeren Händen entlassen werden soll, sondern mit dem ausgestattet werden soll, was zum Neuaufbau einer Existenz notwendig ist.
Das Erlassjahr, hebräisch שנת היובל shnat hajovel, deutsch ‚Erlassjahr‘, manchmal auch ‚Joveljahr‘ bzw. Jahr der Freilassung (Lev 25,10 ) geht über die bisherigen Bestimmungen zu Brache und Sklavenfreilassung hinaus und weitet den Grundsatz der Wiederherstellung ursprünglicher wirtschaftlicher Verhältnisse auf Grund und Boden aus.